# Гінцов потік
Гінцов потік (словац. Hincov potok) — річка в Словаччині, злиттям з Крупою утворює річку Попрад, протікає в окрузі Попрад.
Довжина приблизно 4,5—5,4 км. Витік лежить у масиві Високі Татри (геоморфологічна підодиниця Татранське передгір'я — Вельке Гінцово плесо); на висоті близько 1940 метрів. Протікає територією села Штрба (частина Татранська Штрба).
Зливається з Крупою на висоті приблизно 1300—1305 метрів.